# Rodion Ščedrin
Rodion Konstantinovič Ščedrin, rusky Родион Константинович Щедрин (16. prosinec 1932, Moskva) je ruský hudební skladatel a klavírista. Byl manželem baletky Maji Plisecké (od 1958). Proslul především jako autor baletů (Carmen, Anna Kareninová, Racek). Má i litevské občanství.

## Život
V roce 1955 vystudoval Moskevskou konzervatoř, obor klavír (pod Jakovem Flierem).
Prvním jeho skladatelským úspěchem byl balet Hrbatý koníček, který měl premiéru ve Velkém divadle v Moskvě roku 1960. Speciálně pro svou ženu, primabalerínu Maju Pliseckou, poté adaptoval Bizetovu operu Carmen jako balet. Premiéra Carmen proběhla roku 1967, opět ve Velkém divadle. Dirigoval ji Gennadij Rožděstvenskij. Carmen měla obrovský úspěch, a to i mezinárodní. To Ščedrina přivedlo k nápadu přepracovat balet též do orchestrální suity o třinácti číslech. Na úkor vokálů Ščedrin v suitě přidal smyčcový orchestr a řadu neobvyklých bicích nástrojů, mj. vibrafon, marimbu či zvony.
Archiv Národního divadla suitu hodnotí slovy: „Nekopíruje otrocky původní dramatický příběh o krásné a nezkrotné Carmen, a přesto prožíváme příběh milostné vášně k tragickému rozuzlení neméně sugestivně. Zásluhu na tom má nejen dramaticky cítěná mozaikovitá hudební tektonika, ale též mistrovsky instrumentovaná partitura, plná známých intonací, ale i překvapivých zvratů, hudba strhující rytmičností a muzikantským kouzlem. Bizetova hudba si v suitě musela nechat líbit i typické Ščedrinovo dělení motivů, které jsou znovu a znovu spojovány do překvapivých novotvarů. Doslova elektrizující zvukový materiál suity, který tak Ščedrinova hudba nabízí, otevírá brány bohaté škály výrazové sdělnosti, stává se zdrojem nepopsatelných uměleckých prožitků.“
Pět let po Carmen uvedlo Velké divadlo jeho balet Anna Kareninová, premiéru tančila znovu Maja Plisecká. V roce 1980 napsal nový balet Racek, na námět divadelní hry Antona Pavloviče Čechova.
Napsal i řadu klavírních skladeb a tři klavírní koncerty. Roku 1963 uvedl první z nich, Nezbedné častušky. Roku 1967 napsal klavírní koncert Zvony, a to ke 125. výročí Newyorské filharmonie. Premiéru řídil Leonard Bernstein. Třetí klavírní koncert představil roku 1974.
Archiv Národního divadla jeho dílo koncertní a symfonické hodnotí takto: „V partiturách hledá všude nové možnosti zvuku a formy. Zatímco v 1. koncertu pro orchestr se autor spokojil s virtuózním zpracováním populárních intonací, ve svém 2. koncertu pro orchestr využil netradičně jak soustavy zvonů, tak starých ruských církevních melodií. 3. klavírní koncert je zvláštní tím, že v něm inovoval klasický variační postup račím způsobem; nejdříve zazní variace a vlastní téma exponuje až po vyčerpání všech postupů na samém konci skladby. Netradiční stavební řešení uplatnil též ve 2. symfonii (1966); tvoří ji 25 preludií seskupených do pěti vět.“
Napsal i několik oper, k nejúspěšnějším patří Nejen láska z roku 1961, kde významně využil folklórní motivy. Operní formu získalo u Ščedrinovo zhudebnění Gogolova románu Mrtvé duše. Operu psal deset let. Oproti Gogolově předloze však hlavním hrdinou není nákupčí mrtvých duší, ale ruský lid, jenž je oslavován zejména kantilénovými zpěvy. Roku 1993 napsal svou třetí operu, i tentokrát s literárním námětem – Nabokovovým románem Lolita.
Tvořil též scénickou a filmovou hudbu.
Ruský prezident Vladimir Putin skladatele vyznamenal řádem Za zásluhy před Vlastí 4. stupně.